# 2017 BQ6
2017 BQ6 est un astéroïde géocroiseur potentiellement dangereux, découvert le 26 janvier 2017 par les astronomes du Lincoln Near-Earth Asteroid Research. Il est passé à 6,6 fois la distance Terre-Lune le 7 février 2017.